# Kominek spadochronowy

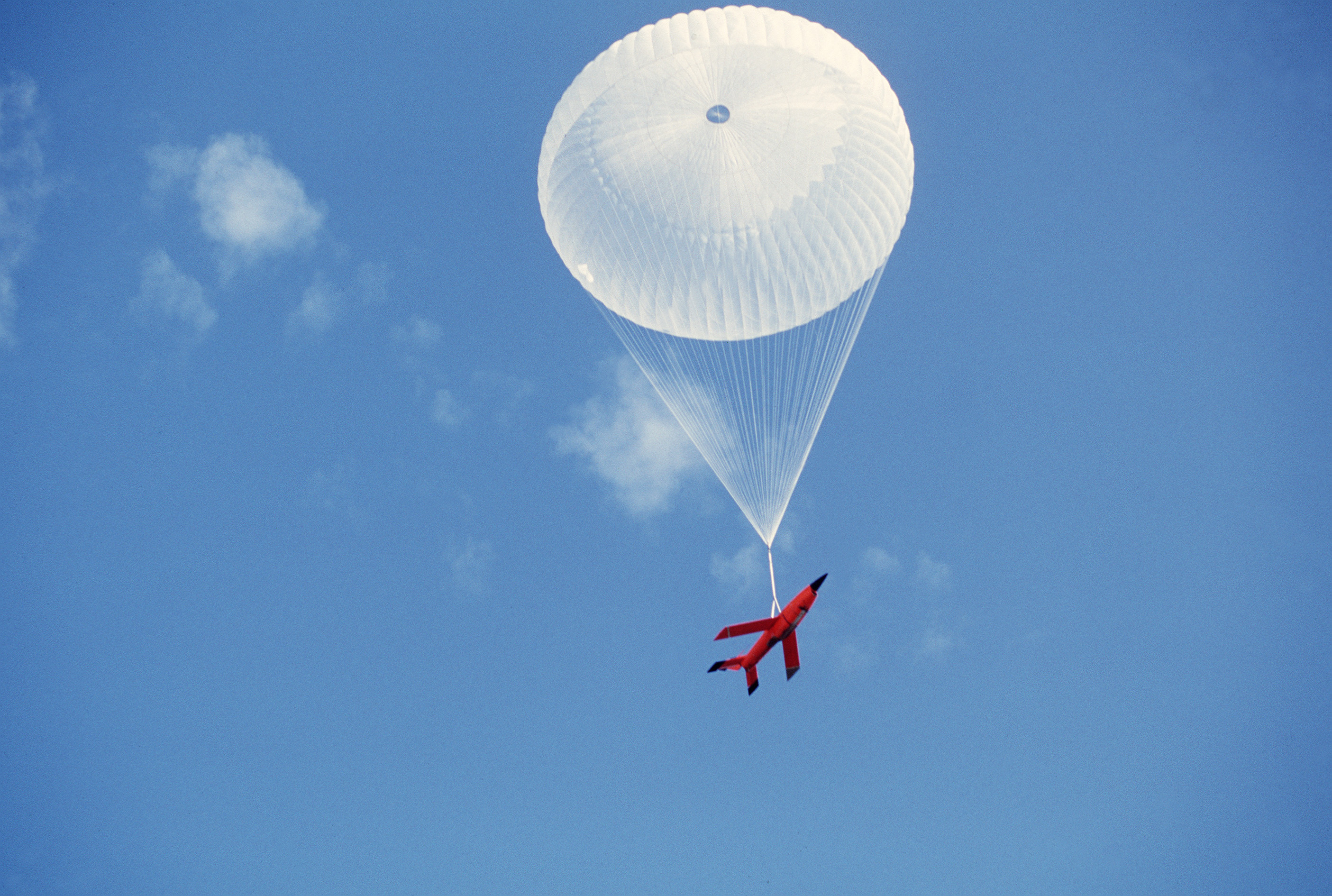
Kominek spadochronowy widoczny pośrodku czaszy

Kominek spadochronowy – niewielki okrągły otwór w czaszy spadochronu, położony w jego środkowej (wierzchołkowej) części. Zadaniem kominka jest stabilizacja opadania spadochronu poprzez odprowadzanie części powietrza spod czaszy. Stosowany w spadochronach o czaszy kulistej.